# Жаков, Каллистрат Фалалеевич
Каллистра́т Фалале́евич Жа́ков (псевдонимы: «Палалей Кальö», «Гара-морт»; 18 [30] сентября 1866, деревня Давпон, Усть-Сысольский уезд, Вологодская губерния — 20 января 1926, Рига) — русский философ, литературовед и писатель коми-зырянского происхождения; профессор Санкт-Петербургского психоневрологического института (с 1911 года), исполняющий обязанности профессора философии Тартуского (Юрьевского) университета (с 1919 года).
Автор цикла произведений о литературных опытах Леонида Андреева, Фёдора Достоевского, Антона Чехова и др. Разработчик самостоятельной гносеологической концепции «лимитизма», в которой переосмыслил понятие «предела» в теории познания; публичный критик большевистского материализма и марксизма.

## Биография
Родился в деревне Давпон, пригороде Усть-Сысольска Вологодской губернии (с 29.8.1961 — в черте Сыктывкара) одиннадцатым ребёнком в семье крестьян коми-зырянского происхождения. Каллистрат Жаков осознавал себя выходцем из народа коми, при этом он много писал о судьбах русского народа и был одним из разработчиков концепта «русской идеи». О себе он писал так: «Нет ничего выше правды на земле, и после познания Бога самое великое — служение людям. Я должен быть полезным северянам и всему русскому народу, народу наиболее великому сердцем, но забитому историческими условиями».
В 1879 году окончил Усть-Сысольское уездное училище, в 1884 году — Тотемскую учительскую семинарию. С 1885 года работал на Холуницком заводе Вятской губернии чернорабочим.
В 1891 году поступил в Санкт-Петербургский лесной институт, но из-за тяжёлой жизни оставил его. Пытался стать монахом в Заоникиевой пустыни, однако был изгнан оттуда за вольнодумство, расходящееся с вероучительными догматами.
В 1896 году стал студентом физико-математического факультета Киевского университета, а через год перешёл на историко-филологический факультет. Затем он перешёл в Санкт-Петербургский университет, который окончил в 1901 году. После защиты магистерской диссертации стал преподавать на историко-филологическом факультете университета.
Его литературная, научная и педагогическая деятельность связана с открывшимся 15 февраля 1908 года Санкт-Петербургским психоневрологическим институтом, где он работал преподавателем по 1917 год. В 1911 году стал профессором.
После революции 1917 года первое время жил в Петербурге. С декабря 1917 по весну 1919 года жил во Пскове, где работал учителем и лектором. В конце августа 1919 года Жаков переехал в Валгу, а в сентябре был назначен исполняющим обязанности профессора философии Тартуского университета. До 1 июля 1921 года работал лектором в Тартуском университете. В конце 1921 года Жаков переехал в Ригу. Там он жил в тяжёлых экономических условиях, единственным доходом оставались лекции по философии. Он умер от рака печени в Рижской городской больнице 20 января 1926 года. 19 декабря 1990 прах Жакова был перезахоронен на Центральном кладбище Сыктывкара.

## Литературная деятельность
Писать начал в конце XIX века. Известность получила его книга очерков «На Север в поисках за Памом Бурмортом» (1905). Самым крупным произведением стала его автобиографическая повесть «Сквозь строй жизни» (1912—1914) в 4 частях. В 1911 году опубликовал на основе предания об обороне коми-пермяцкого населенного «городка» Искор от ногайских татар поэму «Царь Кор». Его перу принадлежит и эпическая поэма «Биармия» (1916). О произведениях Жакова положительно отзывались Максим Горький, Александр Блок, Валерий Брюсов, Павел Бажов и другие литераторы. Он помогал закрепиться в культуре многим землякам, в том числе получившему всемирную известность социологу Питириму Сорокину.
Жаков был разносторонним мыслителем, прошедшим эволюцию от материализма и атеизма к религиозному мистицизму. Он является создателем философского учения лимитизма — «философии предела», основы которой заложены уже в его первой философской работе «Теория переменного и предела в гносеологии и в истории познания» (1904). Много места было уделено «художественно-философской критике». В этом жанре им написаны работы «Леонид Андреев и его произведения (Опыт философской критики)» (1909), «Иван Карамазов. Попытка философского толкования романа Достоевского „Братья Карамазовы“» (1909) и др.

## Философские воззрения
На формирование философских взглядов Жакова существенно повлияла немецкая классическая философия. Жаков, в частности, изучал вопрос развития русской философии через призму немецкого на неё влияния. Весной 1915 году он прочёл в городе Валка краткий цикл лекций на тему «Духовная культура Германии и русская философия».
В работе «Очерки современной русской философии» Семён Грузенберг писал, что Каллистрат Жаков тяготеет к своеобразной форме гегельянства. В философии лимитизма Жакова раскрывается тезис о бесконечном устремлении к пределу, продиктованном непрекращающимся процессом пополнения сведений о природе и выведения её законов. В гносеологическом отношении стремление нащупать предел знания всякий раз обращается в «бесконечный тупик». Противоположные течения философии относятся друг к другу как тезис к антитезису и в каждую эпоху находят примирение в новом опыте синтеза. Задача философии состоит в установлении концептуальных связей между разными научными дисциплинами с целью выявления новых синтезов.
Лимитизм Жакова оказывается своеобразной попыткой синтезировать философское, естественнонаучное и гуманитарное знание с религиозными представлениями: попыткой согласовать русскую религиозную философию с тогдашними новыми положениями гносеологических теорий. По мнению Грузенберга, Жаков оказывается предвестником панлогизма.

## Сочинения
- Теория переменного и предела в гносеологии и в истории познания, 1904
- Понятие предела в математике (с точки зрения логики). — СПб., 1905;
- Принцип эволюции в гносеологии, метафизике и морали. — СПб., 1906;
- О преподавании этики в средних учебных заведениях. — СПб., 1908;
- Логика. С эволюционной точки зрения. — СПб., 1912;
- Основы эволюционной теории познания (Лимитизм). — СПб., 1912;
- Сквозь строй жизни. Ч. 1-4. — СПб., 1912—1914;
- Гипотеза, её природа и роль в науке и в философии. — Петроград, 1915;
- Лимитизм. Лекция 1. — [Валк], 1917;
- Учение о душе. — Юрьев, 1917;
- Лимитизм: Единство наук, философии и религии. — Рига, 1929.